# Халет Чамбел
Халет Чамбел (27 серпня 1916, Берлін, Німеччина — 12 січня 2014, Стамбул
, Туреччина) — турецька фехтувальниця і археолог. Перша мусульманка, яка брала участь в Олімпійських іграх.

## Життєпис
Халет Чамбел народилася 27 серпня 1916 року в Берліні. Її батько Хасан Джеміль Бей — військовий аташе, друг Мустафи Ататюрка. Мати Чамбел, Ремзіє Ханим, була дочкою Ібрагіма Хакки-паші, колишнього Великого візира, який на той момент обіймав посаду посла Османської імперії в Німеччині.
Халет Чамбел навчалася в Арнавуткейській американській школі для дівчаток (пізніше ця школа отримала назву коледж Роберта). Під час навчання в школі почала займатися фехтуванням. Протягом 1933-39 роках вивчала археологію в Паризькому університеті. Від 1940 року працювала асистентом у Стамбульському університеті. 1944 року отримала докторський ступінь. Протягом двох років працювала запрошеною професоркою в Саарському університеті в Німеччині. 1984 року отримала посаду емеритки.
Виступала на Олімпійських іграх 1936 року за Туреччину у фехтуванні на рапірах. Вважається першою мусульманкою, яка брала участь в Олімпійських іграх.
Після закінчення Другої світової війни навчалася у німецького архітектора Гельмута Боссерта, який викладав археологію в Стамбульському університеті. Разом вони здійснювали розкопки в Каратепе, де знаходилося поселення XII століття до н. е, також брала участь у розкопках Бахадира Алкима.
Халет Чамбел виступала за збереження культурної спадщини Туреччини. Виступала проти побудови дамби на річці Джейхан, оскільки це могло призвести до затоплення територій, цінних для археології. Чамбел вдалося переконати владу знизити рівень води для запобігання затопленню.
2004 року Чамбел нагородили голландською премією принца Клауса.
Померла 12 січня 2014 року в Стамбулі.

### Особисте життя
Незабаром після повернення з Олімпійських ігор Чамбел познайомилася з журналістом і архітектором Наїлем Чакирханом. Чамбел і Чакирхан перебували в шлюбі близько сімдесяти років, аж до смерті Наїля Чакирхана.

## Пам'ять
27 серпня 2015 року компанія Google присвятила свій черговий тематичний малюнок (дудл) 99-річчю від дня народження Халет Чамбел.